# Escut de la Vansa i Fórnols
L'escut oficial de la Vansa i Fórnols té el següent blasonament:
Escut caironat partit: primer de sinople, una espasa d'or i un bàcul episcopal d'argent passats en sautor; segon d'or, una àncora de sable. Per timbre, una corona mural de poble.

## Història
Va ser aprovat el 16 de juny de 1983 i publicat en el DOGC el 22 de juliol del mateix any amb el número.
Escut compost, on es veuen les armes dels dos pobles principals del municipi, que van unir els respectius termes l'any 1973. Sorribes de la Vansa, capital municipal, és representada per una espasa i un bàcul episcopal, els atributs de sant Martí, soldat i bisbe, patró de la localitat; l'altra partició correspon a Fórnols de Cadí, simbolitzat per una àncora, l'atribut del patró del poble, sant Climent.